# 青木信仰
青木 信仰（あおき しんこう、 1927年8月30日 - 2011年10月9日）は、日本の天文学者。

## 経歴
東京府に生まれる。第一高等学校に進み，1947年に東京大学理学部天文学科に入学した。1952年に卒業、麻布の東京大学理学部の天文教室に採用され、その後東京天文台に移籍する。1961年の1年間，アメリカ航空宇宙局(NASA)のゴダード宇宙飛行センターで人工衛星の運動の研究に従事した。1970年に教授に昇任。
専門は、天文学の基本座標系と地球自転運動・地球内部構造との関係、銀河の構造と力学など。地球のコアとマントルの相互作用が黄道傾斜角に及ぼす影響を述べた論文は広く引用された。天文定数系の問題では、国際天文学連合（IAU）の委員として大きな役割を果たした。東京大学名誉教授。
著書『時と暦』（1982年）は著者の蘊蓄が所々に垣間見える好著として評判が高い。
2011年10月9日に死去、享年85（満84歳没）。

## 著書
- 『時と暦 』東京大学出版会<UP選書 ; 226> 、1982年、2013年。
- 『人間と宇宙: 地球を考える 天文学小史』日本基督教団出版局、1994年。

## 日本語論文の一部
- 空間座標系のきめかたについて、『天文月報』、第50巻 No.10、1957年。
- 掩蔽観測による三鷹の採用経緯度への補正-概報、『東京天文台報』、第12巻 No.3、1960年。
- 博士論文：暦表時決定に関する研究[4]。
- IAU(1976)天文定数系について-1-歴史的背景、『天文月報』、第70巻 No.4、1977年。
- 暦から見た世界の中の日本 (日本研究--その課題と展望<特集>)、『人文科学研究 : キリスト教と文化 : Christianity and culture』(通号 No. 22)、1988年。